# Herbert Kuhlmann
Herbert Kuhlmann (Amburgo, 17 aprile 1915 – 9 novembre 1985) è stato un militare tedesco, ufficiale delle Waffen-SS durante la seconda guerra mondiale.